# Sulceolaria biloba
Sulceolaria biloba är en nässeldjursart som först beskrevs av Michael Sars 1846.  Sulceolaria biloba ingår i släktet Sulceolaria, och familjen Diphyidae. Arten är reproducerande i Sverige.